# Salimata Togora
 (juillet 2024).
La mise en forme du texte ne suit pas les recommandations de Wikipédia : il faut le « wikifier ».
Les points d'amélioration suivants sont les cas les plus fréquents. Le détail des points à revoir est peut-être précisé sur la page de discussion.
- Les titres sont pré-formatés par le logiciel. Ils ne sont ni en capitales, ni en gras.
- Le texte ne doit pas être écrit en capitales (les noms de famille non plus), ni en gras, ni en italique, ni en « petit »…
- Le gras n'est utilisé que pour surligner le titre de l'article dans l'introduction, une seule fois.
- L'italique est rarement utilisé : mots en langue étrangère, titres d'œuvres, noms de bateaux, etc.
- Les citations ne sont pas en italique mais en corps de texte normal. Elles sont entourées par des guillemets français : « et ».
- Les listes à puces sont à éviter, des paragraphes rédigés étant largement préférés. Les tableaux sont à réserver à la présentation de données structurées (résultats, etc.).
- Les appels de note de bas de page (petits chiffres en exposant, introduits par l'outil «  Source ») sont à placer entre la fin de phrase et le point final[comme ça].
- Les liens internes (vers d'autres articles de Wikipédia) sont à choisir avec parcimonie. Créez des liens vers des articles approfondissant le sujet. Les termes génériques sans rapport avec le sujet sont à éviter, ainsi que les répétitions de liens vers un même terme.
- Les liens externes sont à placer uniquement dans une section « Liens externes », à la fin de l'article. Ces liens sont à choisir avec parcimonie suivant les règles définies. Si un lien sert de source à l'article, son insertion dans le texte est à faire par les notes de bas de page.
- La présentation des références doit suivre les conventions bibliographiques. Il est recommandé d'utiliser les modèles {{Ouvrage}}, {{Chapitre}}, {{Article}}, {{Lien web}} et/ou {{Bibliographie}}. Le mode d'édition visuel peut mettre en forme automatiquement les références.
- Insérer une infobox (cadre d'informations à droite) n'est pas obligatoire pour parachever la mise en page.

Pour une aide détaillée, merci de consulter Aide:Wikification.
Si vous pensez que ces points ont été résolus, vous pouvez retirer ce bandeau et améliorer la mise en forme d'un autre article.
Salimata Togora est une autrice et dramaturge malienne, connue pour son engagement dans la littérature et la promotion culturelle du Mali. Elle est la fondatrice de l’Association Notre Culture (ANC).

## Biographie

### Jeunesse et Formation
Passionnée de littérature dès son plus jeune âge, Salimata Togora suit initialement des études en mathématiques avant de se consacrer pleinement à l’écriture,.
Nouvelliste, poétesse et dramaturge, elle se forme à l’écriture au cours de plusieurs stages. En 2009, elle participe au Chantier panafricain d'écriture dramatique des femmes à Grand Bassam en Côte d'Ivoire. Elle poursuit sa formation au Centre Arabo-Africain de Formation et de Recherches Théâtrales du Théâtre El Hamra en Tunisie en 2010 et 2011, ainsi qu’au Labo Elan des Récréâtrales en 2019 et 2020,.
En parallèle de ses activités littéraires, elle exerce en tant que consultante dans les domaines de l’évaluation et de l’égalité des sexes pour des projets de développement. Elle a également coordonné un projet de résilience pour l’UNESCO au Mali.

### Carrière Artistique
Salimata Togora est l’une des premières femmes dramaturges maliennes à publier une pièce de théâtre. Elle est également pionnière dans la publication de nouvelles dans les journaux nationaux entre 2007 et 2008.
En 2009, elle publie avec trois autres auteurs son premier recueil de nouvelles, Monsieur Bleu-Clair et autres nouvelles, regroupant des textes primés lors d’un concours de nouvelles du Centre Culturel de Bamako (aujourd’hui Institut Français). En 2011, ses premières pièces de théâtre, Deny et Denstar, suivies de Un 31 décembre, sont éditées.
Depuis, elle écrit des pièces de théâtre lors de résidences et sur commande. Certaines restent inédites. Sa pièce Les Filles a été lue lors du cycle de lecture « Ça va, ça va le monde » de RFI pendant le Festival d’Avignon en 2020 et à La Chartreuse de Villeneuve-lez-Avignon, en collaboration avec le Festival de Limoges, en 2021. La même année, son texte Sandra est finaliste du prix RFI Théâtre, tandis qu'en juillet 2024, sa pièce Trois petits sauts est également sélectionnée pour ce prix. Elle publie en 2022 un recueil de poésie intitulé Ni ange, ni démon, juste femme, aux éditions Sewa.
En 2023, dans le cadre du programme Deconfining, elle collabore avec la dramaturge norvégienne Kathrine Nedrejord pour écrire (Dé)confinées, une œuvre présentée au Festival Bodo en 2024.
Les thématiques centrales de ses œuvres incluent les enjeux sociaux, la condition des femmes et des communautés africaines, ainsi que des sujets comme l’oppression, la résilience et la quête de liberté,.
En 2024, elle est nommée experte auprès de la CITF par l’Organisation Internationale de la Francophonie (OIF).

### Engagement Social
Outre son activité littéraire, Salimata Togora est active dans la promotion et la mise en réseau des acteurs culturels. En 2011, elle fonde l’Association Notre Culture (ANC), qui dirige plusieurs initiatives telles que « Plumes de Scène », une plateforme destinée au mentorat d’auteurs de théâtre débutants, et « Fileni », un programme éducatif artistique pour enfants.
Engagée dans l’entrepreneuriat social, elle crée également un centre de formation en évaluation du développement (CEFED) et initie le collectif « Siguida Hinè », engagé dans des actions caritatives en faveur des personnes défavorisées.
Elle est membre du bureau du Réseau des Femmes Écrivaines du Mali et de la Diaspora (RFEMD) et a été membre de PEN Mali.

## Association Notre Culture
L’Association Notre Culture (ANC), fondée en 2011, est une organisation apolitique, non confessionnelle et à but non lucratif. Son objectif principal est de promouvoir et de préserver l’identité culturelle malienne, ainsi que celle de l’Afrique en général, en utilisant l’art comme levier pour des actions ciblant les jeunes et les enfants.
L’ANC valorise la richesse du patrimoine culturel malien par et pour les jeunes, tout en utilisant les arts comme un vecteur de changement positif. Ses initiatives touchent des domaines variés, notamment :
- L’éducation citoyenne, avec un accent sur la sensibilisation aux droits humains et à l’égalité des genres ;
- La promotion des droits des femmes et l'encouragement d’une masculinité positive ;
- La consolidation de la paix, à travers des projets culturels visant à favoriser la cohésion sociale ;
- La sauvegarde de l’environnement, grâce à des activités artistiques éco-responsables.

### Projets réalisés
L’ANC a mené plusieurs projets, notamment :
- Les Filles : le projet s'articule autour de la pièce de théâtre de Salimata Togora, présidente de l’association et a été financé par la Commission Internationale du Théâtre Francophone (CITF). Il a exploré des thématiques liées aux droits des femmes et à l’égalité des genres.
- « Nagnouma » : cette initiative, à la fois projet d’écriture, de création et de diffusion, a permis de sensibiliser à travers le théâtre à des problématiques sociales pertinentes.
- « Plumes de scène » : programme destiné à l’accompagnement des auteurs de théâtre. Il comprend la réalisation de pièces de sensibilisation sur des thèmes comme l’égalité des genres et la masculinité positive, ainsi que l’organisation de lectures, de spectacles de théâtre et d’activités artistiques pour les enfants.
- « Fileni » (Petite Calebasse) : Ce programme se concentre sur la création d’espaces d’activités artistiques et culturelles spécifiquement destinés aux enfants, répondant ainsi à un manque criant d’initiatives culturelles adaptées à cette tranche d’âge[1].

## Œuvres

### Théâtre
- 2011 : Deny et Denistar suivi d’Un 31 Décembre, co-éditions l'Harmattan et La Sahélienne, jouée au Festival sur le Niger Ségou’Art (Mali) et au Festival Emergence (Niger)[19]. (ISBN 978-2296562073)
- 2019 : Martyrs, lauréate de la bourse Odyssée, commande de l’association Côté Cour, jouée au Festival Art Femme (Mali).
- 2019 : Les filles, lauréate de la Bourse Odyssée et du CITF, lue à « Ça va, ça va le monde » de RFI pendant le festival d’Avignon (France), au Festival de lecture théâtrale à Belgrade.
- 2019 : Trois petits sauts, lauréate de la Bourse Odyssée (inédite) finaliste du Prix RFI Théâtre 2024.
- 2020 : Sandra, commande de l’Espace Tiné (Congo), projet soutenu par l’OIF, finaliste du prix RFI de Théâtre 2022.
- 2022 : Aicha Fofana, Bibliothèque sonore des femmes (France).
- 2022 : L’appel de la scène, commande de Côté Cour (Mali), lauréate de la CITF, du dispositif Des mots à la scène et du Fonds Africain pour la Culture (ACF) (inédite).
- 2023 : La Quête de Lobo, commande de la compagnie Kuma Sô Théâtre (Mali) de Lamine Diarra.
- 2023 : D(e)confinée, co-écrite avec la dramaturge Kathrine Nedrejord (inédite).

### Nouvelles
- 2009 : Monsieur Bleu-clair et autres nouvelles, co-autrice, nouvelles, éditions L’Harmattan.
- 2015 : Destins de Femmes, nouvelles, édition La Sahélienne.

### Poésie
- 2013 : Kenedougou, Gao, Adieu, J’ai soif, dans l’Anthologie de la poésie malienne de Ismael Samba TRAORE, coédition La Sahélienne et L’Harmattan.
- 2023 : Ni Ange, ni démon, juste femme, poésie, éditions Sawa.

### Autres textes
- 2019 : La Malienne, cette coupable en sursis, dans Être une malienne du 21e de Dia Yaye SACKO et Salimata TOGORA, éditions Mali Culture.

## Résidences et Ateliers
- 2009 : Conservatoire de Musique, de chant de danse et d’art dramatique de Casablanca, formation en écriture dramatique “Sobido”, Bamako.
- 2009 : Femmes en scène, Chantier panafricain d’écriture dramatique des femmes, Côte d’Ivoire.
- 2010, 2011 : Centre Arabo-Africain de formation et de Recherches Théâtrales, Théâtre El Hamra, stage en dramaturgie, Tunisie.
- 2018 : La Chartreuse, résidence d’écriture avec coaching, France.
- 2019 : La Chartreuse, formation “Que dit le théâtre aux enfants et aux adolescents”, France.
- 2020 : La Chartreuse, résidence d’écriture avec coaching, France.
- 2019, 2020 : Les Récréâtrales, Labo Elan, stage en dramaturgie, Burkina Faso.
- 2019 : Espace Tiné, résidence d’écriture Sandra, République de Congo.
- 2020 : Univers des mots, coaching d’artiste (en ligne).
- 2021 : La Chartreuse, résidence avec coaching, France.
- 2022 : Côté Cour et Compagnie ACETE, finalisation de la pièce Appel de la scène, Burkina Faso.
- 2023 : Commission d’organisation de Bodo 2024, Norvège.

## Bourses et soutiens
- 2018-2019, 2020-2021 : Bourse du Programme Odyssée pour des Résidences de La Chartreuse de Villeneuve-lez-Avignon, avec le soutien du Ministère de la culture et de la communication, France.
- 2020 : Fonds Maaya, soutien au projet “Plumes de Scène”, Mali.
- 2020 : Institut Français de Bamako, soutien au projet “Plumes de scène”, Mali.
- 2021: ACF, Fonds de Solidarité pour l’écriture du projet “L’appel de la scène”, Mali.
- 2019 : CITF, soutien au projet d’exploration de “ Les filles”.
- 2022 : Dispositif “Des mots à la scène”, soutien au projet de création de “L’appel de la scène” porté par les compagnies par Côté Cour et Acetés.
- 2022 : CITF, soutien au projet de création de “L’appel de la scène” porté par les compagnies par Côté Cour et Acetés.

## Distinctions
- 2008 : Lauréate du concours de la meilleure nouvelles.
- 2010 : Prix du Ministère de la femme, de l’enfant et de la famille pour ses nouvelles L’alliance et Les chants de la flûte.
- 2022 : Prix RFI Théâtre, Sandra, finaliste.
- 2024 : Prix RFI Théâtre, Trois petits sauts, finaliste.